# Leonid Parfionov
Leonid Ghenadievici Parfionov (rusă Леонид Геннадьевич Парфёнов, n. Ianuarie 26, 1960, Cerepoveț, regiunea Vologda) este un prezentator, jurnalist rus și autor al unor emisiuni populare TV ruse. Din 3 decembrie 2004 și până în 20 decembrie 2007 a fost redactor-șef al editiei rusești a revistei Newsweek.
El este autor și narator al seriei documentare Namedni 1961-2003: Nasha Era(1997). Muncă pentru care a fost recompensat cu premiul TEFI (2002) și al unui premiu special in 2004.
În noiembrie 2010 devine primul castigator al premiului Listiev, în onoarea lui Vladislav Listiev. În discursul de decernare a premiului premiului, comdamna jurnalistii TV ruși, spunând “din perspectiva institutionala, jurnalistul nu este deloc un jurnalist, ci un cinovnic care urmeaza logica slujirii și supunerii”. În trecut, Parfionov evitǎ sǎ facǎ declarații politice, spunând "Eu sunt un jurnalist profesionist, nu un revolutionar profesionist. Treaba mea este sǎ desriu, nu sǎ urc pe baricade".